# Gutulia nationalpark
Gutulia nationalpark ligger ind mod den svenske grænse, i Engerdal kommune i Innlandet, syd for Femundsmarka nationalpark. Parken blev oprettet i 1968 og var da 18 km² . I 2004 blev den udvidet og det beskyttede areal er nu 23 km². Nationalparken består for en stor del af urskov.

## Ekstern henvisning
- Direktoratet for naturforvaltning, faktaside om Gutulia nationalpark Arkiveret 30. september 2007 hos  Wayback Machine

62°01′N 12°10′Ø / 62.02°N 12.17°Ø